# 朴南徹
朴 南徹（朴 南七、パク・ナムチル、朝鮮語: 박남칠）は、朝鮮民主主義人民共和国の政治家。電力工業相、電気石炭工業副相などを歴任した。

## 経歴
出生地や生年月日は不明。2001年に平壌火力発電連合企業所創立40周年記念報告会に電気石炭工業副相として参加している。2006年10月に最高人民会議の政令により電気石炭工業省を電気工業省と石炭工業省に分離され、2007年1月に電気工業相に任命されていたことがわかった。同年1月15日には朝鮮中央通信の取材に対し、慢性的な電力不足となっている北朝鮮において、北倉火力発電連合企業所・平壌火力発電連合企業所の発電正常化や、配電経路での電気損失を無くし、発電された電力を効率的に利用することを目指す、と答えた。2008年12月に電力工業相を解任された。